# Federación Deportiva Nacional de Rugby
Die Federación Deportiva Nacional de Rugby (FDNR) ist der nationale Sportverband für Rugby Union und Siebener-Rugby in Chile. Der im Jahr 1953 gegründete Verband hat seinen Sitz in Santiago de Chile. Seit 1991 vertritt er Chile beim Weltverband World Rugby und seit 1988 beim Kontinentalverband Sudamérica Rugby.

## Aufgabe
Die Federación Deportiva Nacional de Rugby stellt die Chile vertretenden Nationalmannschaften, einschließlich der für die Männer, Frauen und Jugend, zusammen. Daneben organisiert der Verband das Kinder- und Jugend-Rugby in Chile. Kinder und Jugendliche werden bereits in der Schule an den Rugbysport herangeführt und je nach Interesse und Talent beginnt dann die Ausbildung. Wie andere Rugbynationen verfügt Chile über eine U20-Nationalmannschaft, die an den entsprechenden Weltmeisterschaften teilnimmt. Ebenso ist die Federación Deportiva Nacional de Rugby verantwortlich für die chilenische Siebener-Rugby-Nationalmannschaft und da Siebener-Rugby eine olympische Sportart ist, arbeitet sie hier mit dem Comité Olímpico de Chile zusammen.
Der Verband organisiert auch den nationalen Spielbetrieb. Die höchste Rugby-Union-Liga des Landes ist die seit 1948 bestehende Primera Nacional TOP 10 mit zehn Mannschaften, die meisten davon aus der Hauptstadt Santiago de Chile oder deren Metropolregion. Einst kamen die meisten Spieler der Nationalmannschaft aus dieser Liga und waren Amateure. Seit 2020 gehören sie jedoch überwiegend dem Team Selknam an, das an der Profiliga Super Rugby Americas teilnimmt. Diese umfasst auch Teams aus Argentinien, Brasilien, Paraguay, Uruguay und den Vereinigten Staaten. Weitere Spieler sind vor allem in Frankreich oder in der nordamerikanischen Major League Rugby als Profisportler tätig.

## Geschichte
Die Federación Deportiva Nacional de Rugby wurde 1953 unter dem Namen Federación Chilena de Rugby gegründet und ist seit 1991 Vollmitglied des International Rugby Football Board (IRB, heute World Rugby). Die FDNR war außerdem im Jahr 1988 Gründungsmitglied des südamerikanischen Kontinentalverbandes CONSUR (heute Sudamérica Rugby). 2015 benannte sich die Federación Chilena de Rugby in Federación Deportiva Nacional de Rugby um.

## Logo
Das Logo der Federación Deportiva Nacional de Rugby zeigt einen Andenkondor auf rotem Grund. Der Spitzname der Nationalmannschaft lautet Los Condores, abgeleitet vom spanischen Namen dieses in Südamerika weit verbreiteten Vogels aus der Familie der Neuweltgeier.